# Thủ tướng và Tôi
Thủ tướng và Tôi (Hàn văn: 총리와 나, phiên âm: Chong-ri wa Na) là bộ phim truyền hình Hàn Quốc sản xuất cuối năm 2013, đầu năm 2014 bởi đài truyền hình KBS với sự tham gia diễn xuất của Lee Bum Soo, Im Yoona, Yoon Shi Yoon và Chae Jung An. Bộ phim có thời lượng 16 tập, trình chiếu đầu tuần (thứ Hai và thứ Ba) từ tuần thứ 2 tháng 12 năm 2013 (ngày 9 tháng 12).

## Cốt truyện
Thủ tướng Kwon Yul, 43 tuổi, là người tài năng xuất chúng, làm việc hiệu quả, nhưng ông lại là người cha đơn thân phải vật lộn với việc chăm sóc cả ba đứa con. Nam Da Jung, 23 tuổi, một nữ phóng viên nhiệt huyết với công việc nhưng cô chưa từng có bất cứ thành công nào. Tình cờ, Da Jung đến với gia đình Kwon Yul như một món quà Giáng sinh định mệnh

## Diễn viên

### Diễn viên chính
- Lee Bum Soo vai Kwon Yul[4]
- Im Yoona vai Nam Da Jung[5]
- Yoon Shi Yoon vai Kang In Ho
- Chae Jung An vai Seo Hye Joo
- Ryu Jin vai Park Joon Ki

### Diễn viên phụ
- Choi Soo Han vai Kwon Woo Ri
- Jeon Min Seo vai Kwon Na Ra
- Lee Do Hyun vai Kwon Man Se
- Lee Min Ho vai Park Hee Chul (trợ lý của Da Jung)
- Lee Han Wi vai Nam Yoo Sik (ba của Da Jung, bị mắc bệnh Alzheimer)
- Yoon Hye Young vai Na Yoon Hee (vợ của Park Joon Ki)
- Lee Young Bum vai Shim Sung Il (tài xế của Kwon Yul)
- Choi Duk Moon vai Go Dal Pyo (tổng biên tập Scandal News)
- Go Joo Yeon vai Ruri

## Tỷ suất người xem
Trong bảng phía dưới, số màu xanh biểu thị tập có tỷ suất người xem thấp nhất và số màu đỏ biểu thị tập có tỷ suất người xem cao nhất.
| Tập        | Ngày phát sóng       | Tỷ suất người xem trung bình | Tỷ suất người xem trung bình | Tỷ suất người xem trung bình | Tỷ suất người xem trung bình |
| Tập        | Ngày phát sóng       | TNMS Ratings                 | TNMS Ratings                 | AGB Nielsen                  | AGB Nielsen                  |
| Tập        | Ngày phát sóng       | Toàn quốc                    | Vùng thủ đô Seoul            | Toàn quốc                    | Vùng thủ đô Seoul            |
| ---------- | -------------------- | ---------------------------- | ---------------------------- | ---------------------------- | ---------------------------- |
| 1          | 9 tháng 12 năm 2013  | 5,4%                         | 5,8%                         | 5,9%                         | 5,4%                         |
| 2          | 10 tháng 12 năm 2013 | 5,0%                         | 5,9%                         | 5,4%                         | 5,0%                         |
| 3          | 16 tháng 12 năm 2013 | 5,5%                         | 6,1%                         | 7,3%                         | 7,4%                         |
| 4          | 17 tháng 12 năm 2013 | 5,8%                         | 6,4%                         | 6,5%                         | 7,0%                         |
| 5          | 23 tháng 12 năm 2013 | 6,0%                         | 6,1%                         | 5,9%                         | 5,5%                         |
| 6          | 24 tháng 12 năm 2013 | 5,5%                         | 5,9%                         | 5,7%                         | 5,4%                         |
| 7          | 30 tháng 12 năm 2013 | 9,0%                         | 10,6%                        | 11,9%                        | 10,9%                        |
| 8          | 6 tháng 1 năm 2014   | 6,0%                         | 6,1%                         | 7,3%                         | 8,3%                         |
| 9          | 7 tháng 1 năm 2014   | 7,3%                         | 8,3%                         | 7,3%                         | 8,0%                         |
| 10         | 13 tháng 1 năm 2014  | 6,7%                         | 7,0%                         | 9,9%                         | 9,1%                         |
| 11         | 14 tháng 1 năm 2014  | 8,6%                         | 7,3%                         | 9,5%                         | 8,7%                         |
| 12         | 20 tháng 1 năm 2014  | 6,2%                         | 6,5%                         | 6,1%                         | 6,2%                         |
| 13         | 21 tháng 1 năm 2014  | 5,5%                         | 5,6%                         | 6,0%                         | 6,3%                         |
| 14         | 27 tháng 1 năm 2014  | 5,8%                         | 6,7%                         | 5,5%                         | 6,3%                         |
| 15         | 28 tháng 1 năm 2014  | 5,8%                         | 6,1%                         | 6,1%                         | 6,3%                         |
| 16         | 3 tháng 2 năm 2014   | 5,7%                         | 5,8%                         | 4,9%                         | 5,6%                         |
| 17         | 4 tháng 2 năm 2014   | 5,9%                         | 6,3%                         | 6,1%                         | 6,1%                         |
| Trung bình | Trung bình           | 6,2%                         | 6,6%                         | 6,9%                         | 6,9%                         |

## Giải thưởng và đề cử
| Năm  | Giải                                         | Thể loại                                  | Người nhận               | Kết quả   |
| ---- | -------------------------------------------- | ----------------------------------------- | ------------------------ | --------- |
| 2013 | KBS Drama Awards                             | Excellence Award, Actor in a Miniseries   | Lee Beom-soo             | Đề cử     |
| 2013 | KBS Drama Awards                             | Excellence Award, Actress in a Miniseries | Im Yoona                 | Đoạt giải |
| 2013 | KBS Drama Awards                             | Netizen Award                             | Im Yoona                 | Đề cử     |
| 2013 | KBS Drama Awards                             | Best Couple Award                         | Lee Beom-soo và Im Yoona | Đoạt giải |
| 2014 | 50th Baeksang Arts Awards                    | Most Popular Actress (TV)                 | Im Yoona                 | Đề cử     |
| 2014 | 16th Seoul International Youth Film Festival | Best Young Actress                        | Im Yoona                 | Đề cử     |